# Кеди (Калифорнија)
Кеди (енгл. Keddie) насељено је место без административног статуса у америчкој савезној држави Калифорнија.

## Демографија
По попису из 2010. године број становника је 66, што је 30 (-31,3%) становника мање него 2000. године.
| Група             | 2000.      | 2010.      |
| Белци             | 81 (84,4%) | 62 (93,9%) |
| Афроамериканци    | 2 (2,1%)   | 2 (3,0%)   |
| Азијати           | 3 (3,1%)   | 0 (0,0%)   |
| Хиспаноамериканци | 7 (7,3%)   | 0 (0,0%)   |
| Укупно            | 96         | 66         |